# Braniff (1991—1992)
Braniff International Airlines, Inc., известная также как Braniff III — ныне упразднённая американская авиакомпания, образованная в 1991 году в Далласе (штат Техас). Принадлежала компании BNAir, Inc., в свою очередь являющейся дочерней компанией холдинга BIA-COR Holdings Inc. Прекратила деятельность в 1992 году, проработав всего год.

## История

### Образование
В 1990 году, после банкротства Braniff Inc., её фактические владельцы Джеффри Чодороу, Артур Коэн, а также Скот Спэнсэр (англ. Scot Spencer) создают компанию BNAir, Inc. (от BN — код авиакомпании Braniff). Далее на трёх аукционах, на которых распродавали имущество Braniff Inc., компания BNAir, Inc. скупает её активы, в том числе за 313 000 долларов приобретя права на логотип. Чодороу, Коэн и Спэнсэр хотели таким образом повторно перезапустить Braniff Airways, обанкротившуюся в 1982 году и на активах которой в 1983 году была образована Braniff Inc., в свою очередь обанкротившаяся в 1989 году, причём во многом из-за финансовых махинаций руководства.
Но ещё в январе 1990 года Министерство транспорта США (DOT) при переговорах с руководством BNAir предупредило, что не будет выдавать ей сертификат коммерческого авиаперевозчика, так как Скот Спэнсэр, который занял пост президента BNAir, имел долгую и плохую историю, связанную с мошенническими финансовыми операциями. В этой ситуации BNAir была вынуждена найти обанкротившуюся авиакомпанию, которая ещё имела сертификат, после чего слившись с ней получить этот сертификат. Выбор пал на Emerald Air, расположенную в Остине (Техас). В конце 1990 года по завершении необходимых переговоров произошло слияние BNAir с Emerald Air, после чего образовавшаяся компания была переименована в Braniff International Airlines, Inc. (Braniff).
Braniff International Airlines взяла в лизинг три McDonnell Douglas DC-9-14, ранее эксплуатировавшихся в Emerald Air, и пять Boeing 727-200, а также наняла 300 сотрудников, многие из которых в прошлом работали в предыдущей Braniff. Окраска самолётов была выбрана в стиле Хэлстона с «ультра»-цветами, использовавшихся в Braniff International с 1977 года.

### Деятельность авиакомпании
1 июля 1991 года Braniff International Airlines начала выполнять полёты сразу по четырём маршрутам, в том числе B727 борта N406BN и N409BN летали в Нью-Йорк. Штаб-квартира при этом располагалась в Далласе (Техас), а основным аэропортом был Даллас/Форт-Уэрт, причём хаб авиакомпании оказался напротив бывшего хаба оригинальной Braniff Airways. Число сотрудников вскоре превысило 800 человек.
В марте 1992 года Министерство транспорта и Федеральное управление гражданской авиации высказали обеспокоенность, что Спэнсэр до сих пор занимает пост президента, а потому рассматривается вопрос о приостановлении деятельности Braniff. На это Джеффри Чодороу под присягой сообщил, что Скот Спэнсэр фактически не занимается делами авиакомпании. Однако в четверг 2 июля 1992 года, без какого-либо предупреждения, авиакомпания Braniff International Airlines объявила о прекращении деятельности и начале процедуры банкротства. Публичное заявление о банкротстве было сделано через неделю, то есть более чем через 5 дней, из-за чего пассажиры не могли вернуть билеты.
За последние полтора года это была уже четвёртая авиакомпания, заявившая о своём банкротстве, после Eastern Air Lines, Pan American World Airways и Midway Airlines.

### Судебные процессы
19 июля 1994 года Джеффри Чодороу и Скоту Спэнсэру были предъявлены обвинения по махинациям с процедурой банкротства и выводу финансов из активов компании. Кроме того, были предъявлены дополнительные обвинения в сговоре с целью обмана Министерства транспорта и получения сертификата обходным путём. Как было установлено в ходе следствия, они вдвоём вводили в заблуждение кредиторов, при этом похитив 14 миллионов долларов из бюджета авиакомпании.
В 1996 году Чодороу был признан виновным и приговорён к 4 месяцам тюремного заключения и ещё 4 годам условно, а также его обязали выплатить 1,25 миллиона долларов для компенсации убытков плюс штраф 40 тысяч долларов. 23 мая 1996 года виновным был признан и Спэнсэр, который получил 51 месяц тюрьмы и 3 года условно. По некоторым данным, он фактически отсидел только 4 месяца, так как являлся отцом-одиночкой, воспитывающим 10-летнего сына, возможно, больного синдромом Туретта.

## Воздушный флот
По имеющимся данным, флот авиакомпании состоял из десяти B727-200 и трёх DC-9-14.:
- Boeing 727-200 — борта N351PA, N406BN, N409BN, N4749, N4750, N8852E, N8855E, N8856E, N8857E, N8859E;
- McDonnell Douglas DC-9-14 — борта N38641, N931EA и N932EA.